# John Tavares
John Tavares (Mississauga, 20 settembre 1990) è un hockeista su ghiaccio canadese professionista che gioca nel ruolo di centro. È stata la prima scelta assoluta dell'Entry Draft 2009 scelto dai NY Islanders e dalla stagione 2018-2019 gioca nella National Hockey League con i Toronto Maple Leafs.

## Biografia
Ha origini portoghesi e polacche, ed è "nipote d'arte", dato che suo zio, di nome John Tavares anche lui, è un giocatore di lacrosse, noto per essere il miglior marcatore nella storia della National Lacrosse League. Lo stesso Tavares, da giovane, ha praticato questo sport.

## Caratteristiche tecniche
Tavares è considerato un giocatore con un ottimo istinto offensivo e ha una fantastica capacità nel trovare spazi aperti nella zona offensiva. Ha un fenomenale gioco di bastone e ha un dito di alto livello per gli standard del NHL. John non è uno dei migliori pattinatori ma è molto esplosivo quando entra nella zona offensiva.

## Carriera

### Ontario Hockey League
Tavares ha iniziato la sua carriera in OHL nel 2005, ed è il giocatore più giovane ad essere scelto al draft nella storia della lega, essendo stato scelto, appena quattordicenne, dagli Oshawa Generals come prima scelta assoluta. Debuttò nella lega il 23 settembre 2005, tre giorni dopo il suo quindicesimo compleanno, segnando anche un gol. Nelle sue prime 9 partite, realizzò ben 10 gol, e terminò la stagione con un totale di 77 punti, vincendo anche il CHL Rookie of the year, il premio assegnato al miglior rookie del campionato. La stagione seguente fu anche migliore, con ben 134 punti guadagnati e la vittoria del trofeo di miglior giocatore stagionale, venendo insignito del CHL Player of the Year. Rimase ai Generals fino al 2009, anno in cui passò ai London Knights, con cui trascorse l'ultima metà di stagione, prima di essere selezionato in NHL.

### National Hockey League
Tavares fu la prima scelta assoluta al draft 2009, assegnata ai New York Islanders, con cui, il 15 giugno 2009, firmò un contratto di tre anni. Debuttò nella massima lega il 22 ottobre in una partita contro i Pittsburgh Penguins, in cui mise a segno anche il suo primo gol da professionista, e terminò la stagione con 54 punti (24 gol e 30 assist) giocando tutte le 82 partite di regular season. Il 23 ottobre 2010, in una partita persa con i Florida Panthers, realizzò la sua prima tripletta in carriera, per poi metterne a segno un'altra il 15 gennaio 2011, portando i suoi alla vittoria contro i Buffalo Sabres. Fu scelto per l'All-Star Game 2012 in cui totalizzò 2 punti (un gol ed un assist).
Nel corso del lock-out della stagione 2012-2013, ha giocato per gli svizzeri del Berna, in Lega Nazionale A. È tornato a seguito della riapertura del campionato il 16 gennaio 2013 ed ha terminato la stagione ridotta con 28 gol (terzo miglior marcatore della lega) e 19 assist, scendendo in campo in tutte le 48 gare, riportando inoltre gli Islanders ai playoff dopo sei anni di assenza. Meno positiva è stata la stagione seguente, in cui è sceso in campo in sole 59 occasioni, non raggiungendo la post-season nonostante 66 punti realizzati.
Il 1º luglio 2018, Tavares ha firmato un contratto di sette anni, da 77 milioni di dollari, con i Toronto Maple Leafs, squadra della sua città natale. Ha debuttato con la franchigia il successivo 4 ottobre, in una gara vinta per 3-2 in overtime contro i Montreal Canadiens, mettendo a segno anche una rete.

## Statistiche
Statistiche aggiornate ad aprile 2012.

### Club
| Stagione   | Squadra            | Stagione regolare | Stagione regolare | Stagione regolare | Stagione regolare | Stagione regolare | Stagione regolare | Playoff | Playoff | Playoff | Playoff | Playoff |
| Stagione   | Squadra            | Lega              | P                 | G                 | A                 | Pt                | PIM               | P       | G       | A       | Pt      | PIM     |
| ---------- | ------------------ | ----------------- | ----------------- | ----------------- | ----------------- | ----------------- | ----------------- | ------- | ------- | ------- | ------- | ------- |
| 2004–05    | Milton Icehawks    | OPJHL             | 20                | 13                | 15                | 28                | 10                | —       | —       | —       | —       | —       |
| 2005–06    | Oshawa Generals    | OHL               | 65                | 45                | 32                | 77                | 72                | —       | —       | —       | —       | —       |
| 2006–07    | Oshawa Generals    | OHL               | 67                | 72                | 62                | 134               | 60                | 9       | 7       | 12      | 19      | 6       |
| 2007–08    | Oshawa Generals    | OHL               | 59                | 40                | 78                | 118               | 69                | 15      | 3       | 13      | 16      | 20      |
| 2008–09    | Oshawa Generals    | OHL               | 32                | 26                | 28                | 54                | 32                | —       | —       | —       | —       | —       |
| 2008–09    | London Knights     | OHL               | 24                | 32                | 18                | 50                | 22                | 14      | 10      | 11      | 21      | 8       |
| 2009–10    | New York Islanders | NHL               | 82                | 24                | 30                | 54                | 22                | —       | —       | —       | —       | —       |
| 2010–11    | New York Islanders | NHL               | 79                | 29                | 38                | 67                | 53                | —       | —       | —       | —       | —       |
| 2011–12    | New York Islanders | NHL               | 82                | 31                | 50                | 81                | 26                | —       | —       | —       | —       | —       |
| Totale OHL | Totale OHL         | Totale OHL        | 247               | 215               | 218               | 433               | 255               | 38      | 20      | 36      | 56      | 34      |
| Totale NHL | Totale NHL         | Totale NHL        | 243               | 84                | 118               | 202               | 101               | —       | —       | —       | —       | —       |

### Nazionale
| Stagione  | Livello         | Risultati    | Risultati | Risultati | Risultati | Risultati | Risultati |
| Stagione  | Livello         | Competizione | P         | G         | A         | Pt        | PIM       |
| --------- | --------------- | ------------ | --------- | --------- | --------- | --------- | --------- |
| 2006      | Canada under 18 | U18          | 7         | 2         | 3         | 5         | 4         |
| 2007      | Canada under 18 | SS           | 8         | 1         | 8         | 9         | 26        |
| 2008      | Canada under 20 | WJC          | 7         | 4         | 1         | 5         | 2         |
| 2009      | Canada under 20 | WJC          | 6         | 8         | 7         | 15        | 0         |
| 2010      | Canada          | WC           | 7         | 7         | 0         | 7         | 6         |
| 2011      | Canada          | WC           | 7         | 5         | 4         | 9         | 12        |
| Totale WC | Totale WC       | Totale WC    | 14        | 12        | 8         | 20        | 18        |

## Palmarès

### Club
- Coppa Spengler: 1

Team Canada: 2012

### Nazionale

#### Giochi olimpici
- Oro:

 Canada: Soči 2014

#### Campionato mondiale U20
- Oro: 2

 Canada U-20: 2008, 2009

### Individuale
- Jack Ferguson Award: 1

2005
- Emms Family Award: 1

2006
- Rookie dell'anno CHL: 1

2006
- Red Tilson Trophy: 1

2007
- Giocatore dell'anno CHL: 1

2007
- WJC All-Star Team: 1

2009
- Miglior attaccante WJC: 1

2009
- Miglior giocatore WJC: 1

2009